# 3 основно училище „Професор Марин Дринов“ (Кюстендил)
Трето основно училище „Професор Марин Дринов“ e едно от най-големите основни училища в област Кюстендил.
Основано е през 1908 година. В него се обучават ученици от 1 до 7 клас. Училището е средищно и е с общинско финансиране. Намира се в центъра на гр. Кюстендил, на бул. „България“ № 35. Учебното заведение предлага целодневна организация на учебния ден и осигурява безплатен транспорт за пътуващите ученици.

## История
Трето основно училище „Професор Марин Дринов“ е основано през 1908 г. по инициатива на Общинския съвет, като е открито ново първоначално училище в югоизточната част на града, в квартал „Мазгето“, в нарочно построена за целта сграда (бившият Пионерски дом). За организатор и главен учител на първоначалното училище е назначен Атанас Ковачев. Училището е наименувано на първия министър на просвещението и почетен гражданин на Кюстендил – професор Марин Дринов.
През учебната 1922/23 г. училището прераства в прогимназия. Тогавашният директор Георги Попатанасов е заменен от Владимир Куртев – изтъкнат деец на ВМРО, а от 1926 г. то има и своята първа жена директор – Анастасия Величкова.
В 1942 г. прогимназията е преименувана в Трето народно основно училище с директор Борис Берковски.
През 1953/54 г. Трето основно училище се премества на днешното си място – в сградата на тогавашното училище „Иларион Ловчански“, построена през 1936 г., която е база на училището. В периода 1959 – 1961 г. започва строителството на трети етаж на училищната сграда, а в 1967 – 1969 г. тя е оборудвана с локално парно отопление и модерни кабинети.
През 1961 г. Трето основно училище с директор Мирчо Димитров става осмокласно. През 1966 г. част от учителите и учениците на Трето полагат основите на Пето, а през 1969 г. и на Шесто основно училище в града. От 1975 г. училището става базово по внедряване на новото учебно съдържание.
С реорганизирането на училището в ЕСПУ през 1982/83 г. броят на учениците от I до Х клас нараства значително – 1235. Увеличава се и учителският колектив. През 1990 г. училището е преобразувано в средно общообразователно училище, а от 1992/93 учебна година – отново в основно училище.
За утвърждаване на училището като светилник на знанието своя принос са дали директорите Владимир Куртев (1923 г.-1926 г.) Анастасия Величкова (1926 г. – 1940 г.), Борис Берковски (1940 г.-1944 г.), Йордан Чипев (1944 г. – 1952 г.), Владимир Плачков (1952 г. – 1953 г.), Кирил Йорданов (1953 г. 1962 г.), Мирчо Димитров (1962 г. – 1963 г.), Йото Гатев (1963 г. – 1968 г.), Янка Ризова (1968 г. – 1974 г.), Ценка Точева (1974 г. -1979 г.), Камен Очипалски (1979 г. – 1991 г.), Зоя Сотирова (1991 г. – 1993 г.), Георги Паскалев (1993 г. – 1994 г.), Зоя Сотирова (1994 г. – 2015 г.), Татяна Танева-Даскалска (2015 г. – 2020 г.), Румяна Здравкова (2020 – 2024 г.).
От 2024 г. директор на училището е Божидар Попов.

## Материална база
Училището е настанено в собствена триетажна сграда, с две крила – източно и западно, със застроена площ: 1187 кв. м; площ на двора – 4000 кв. м. В сградата се помещават 22 класни стаи и кабинети по: музика, изобразително изкуство, 2 компютърни кабинета, 2 физкултурни салона, кабинет по технологии и предприемачество, библиотека, кабинет на психолога, кабинет на образователния медиатор, специализирани кабинети за деца със СОП, дирекция, кабинет на заместник-директора по учебната дейност, медицински кабинет, учителска стая, счетоводство, технически секретар, стая на главните учители, стая за помощен персонал, актова зала, столова, лавка, училищен двор с баскетболно и футболно игрище, санитарни възли.